# フィリップ・ジュマチェンコ
フィリップ・フェドセーヴィッチ・ジュマチェンコ（ロシア語: Филипп Федосеевич Жмаченко, ラテン文字転写: Filipp Fedoseevich Zhmachenko、1895年11月26日（ユリウス暦11月14日） - 1966年6月19日）は、ソ連の軍人。大将。ソ連邦英雄。

## 経歴
現ジトミール州コロステンスキー地区モギリノ村出身。1915年から兵卒としてロシア帝国軍に入隊し、第一次世界大戦に従軍した。1917年、共産党に入党し、11月、赤衛隊に入隊した。
1918年から赤軍。ロシア内戦時、ドイツ占領軍、ペトリューラ、デニーキン、ポーランド軍、マフノの部隊と戦った。1921年～1923年、連隊軍事委員。1922年、ハリコフ軍事政治委員課程、1923年、高等戦術学校を卒業。1924年、チェルヴォナ（赤色）曹長学校長政治担当補佐。1926年、「ヴィストレル」課程を修了。1926年～1937年、連隊長補佐、連隊長。1937年～1939年、狙撃師団長、後にハリコフ軍管区参謀部科長。1941年3月から狙撃軍団長。
狙撃軍団長として、独ソ戦を迎え、後に軍副司令官となった。1942年2月～5月、第3軍司令官。1943年9月、第47軍司令官。1943年10月、第1ウクライナ戦線の第40軍司令官となり、ドニエプル強行渡河とウクライナ右岸の解放に参加した。ドニエプル強行渡河の功績に対して、ソ連邦英雄の称号が授与された。その後、第2ウクライナ戦線の編成下で、ヤッシー＝キシニョフ攻勢、ルーマニア、ハンガリー、チェコスロバキアの解放に参加した。戦時中、ジュマチェンコ指揮下の部隊は、最高司令官令で16回指摘された。
戦後、軍司令官、中央軍集団（在オーストリア）総司令官補佐、白ロシア軍管区と沿カルパチア軍管区の副司令官を歴任した。1947年、参謀本部軍事アカデミー附属高等学術課程を修了。1955年～1960年、ウクライナ・ソビエト社会主義共和国全ソ陸海空軍後援会議長。1960年、退役。第2期ソ連最高会議代議員。

## パーソナル
ソ連邦英雄（1943年10月25日）。レーニン勲章2個、赤旗勲章4個、一等スヴォーロフ勲章、一等クトゥーゾフ勲章、一等及び二等ボグダン・フメリニツキー勲章、赤星勲章、「名誉記章」勲章を受章した。